# Eucithara compressicosta
Eucithara compressicosta é uma espécie de gastrópode do gênero Eucithara, pertencente à família Mangeliidae.